# 755 Quintilla
755 Quintilla è un asteroide della fascia principale del diametro medio di circa 36,04 km. Scoperto nel 1908, presenta un'orbita caratterizzata da un semiasse maggiore pari a 3,1728555 UA e da un'eccentricità di 0,1465314, inclinata di 3,23865° rispetto all'eclittica.
L'origine del suo nome è sconosciuta.